# MTV Europe Music Award al miglior artista italiano
L'MTV Europe Music Award al miglior artista italiano (MTV Europe Music Award for Best Italian Act) è uno dei premi regionali degli MTV Europe Music Awards, che viene assegnato dal 1999. Tuttavia i premi regionali vennero istituiti l'anno precedente premiando solo per una nazione europea specificatamente (Regno Unito) ed assegnando al resto d'Europa altri tre premi (Miglior artista nord-europeo, Miglior artista centro-europeo, Miglior artista sud-europeo).

## Albo d'oro

### Anni 1990

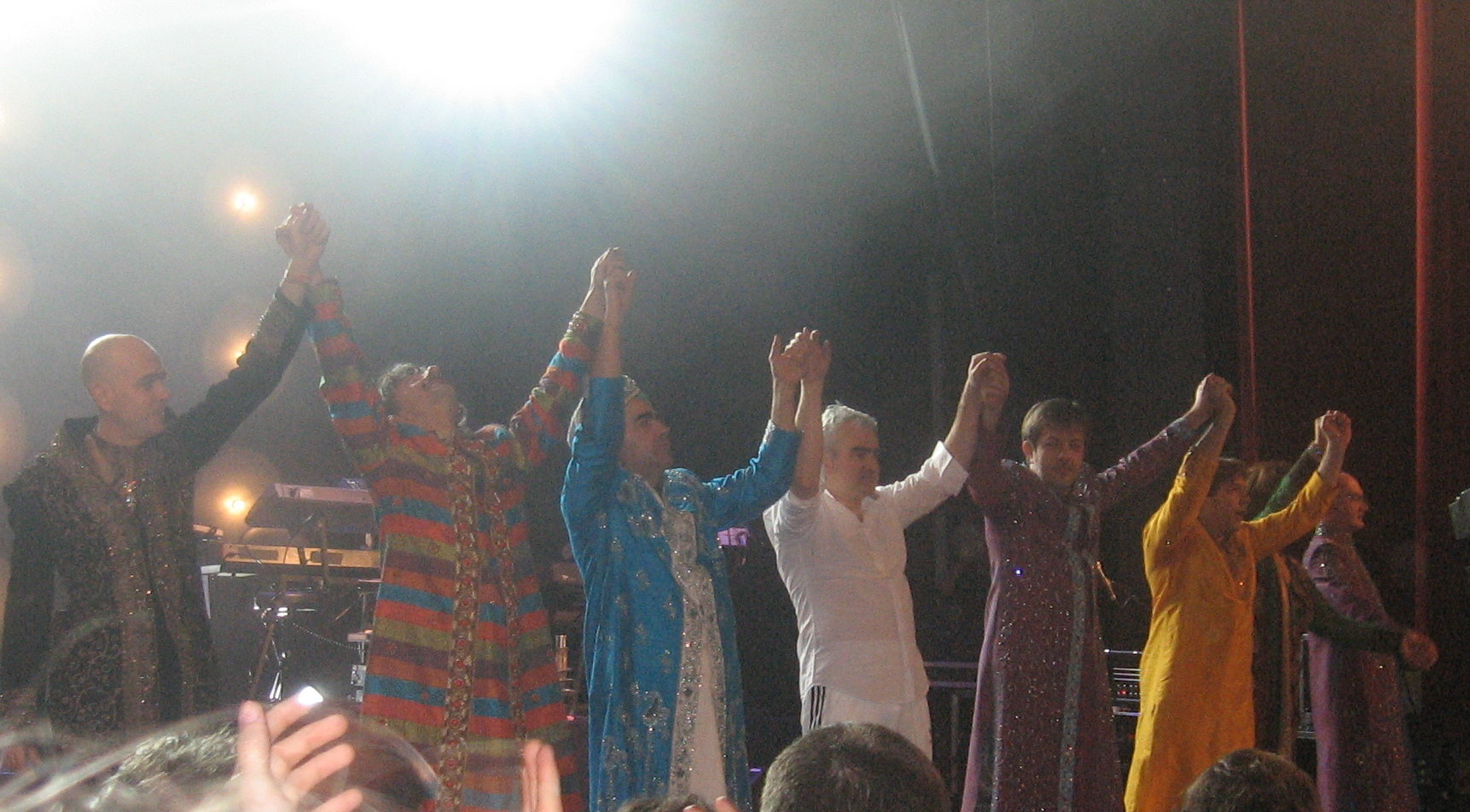
Elio e le Storie Tese sono stati i primi artisti premiati nella categoria.

| Anno | Vincitore             | Nominati                                          |
| ---- | --------------------- | ------------------------------------------------- |
| 1999 | Elio e le Storie Tese | - Alex Britti - Jovanotti - Negrita - Vasco Rossi |

### Anni 2000

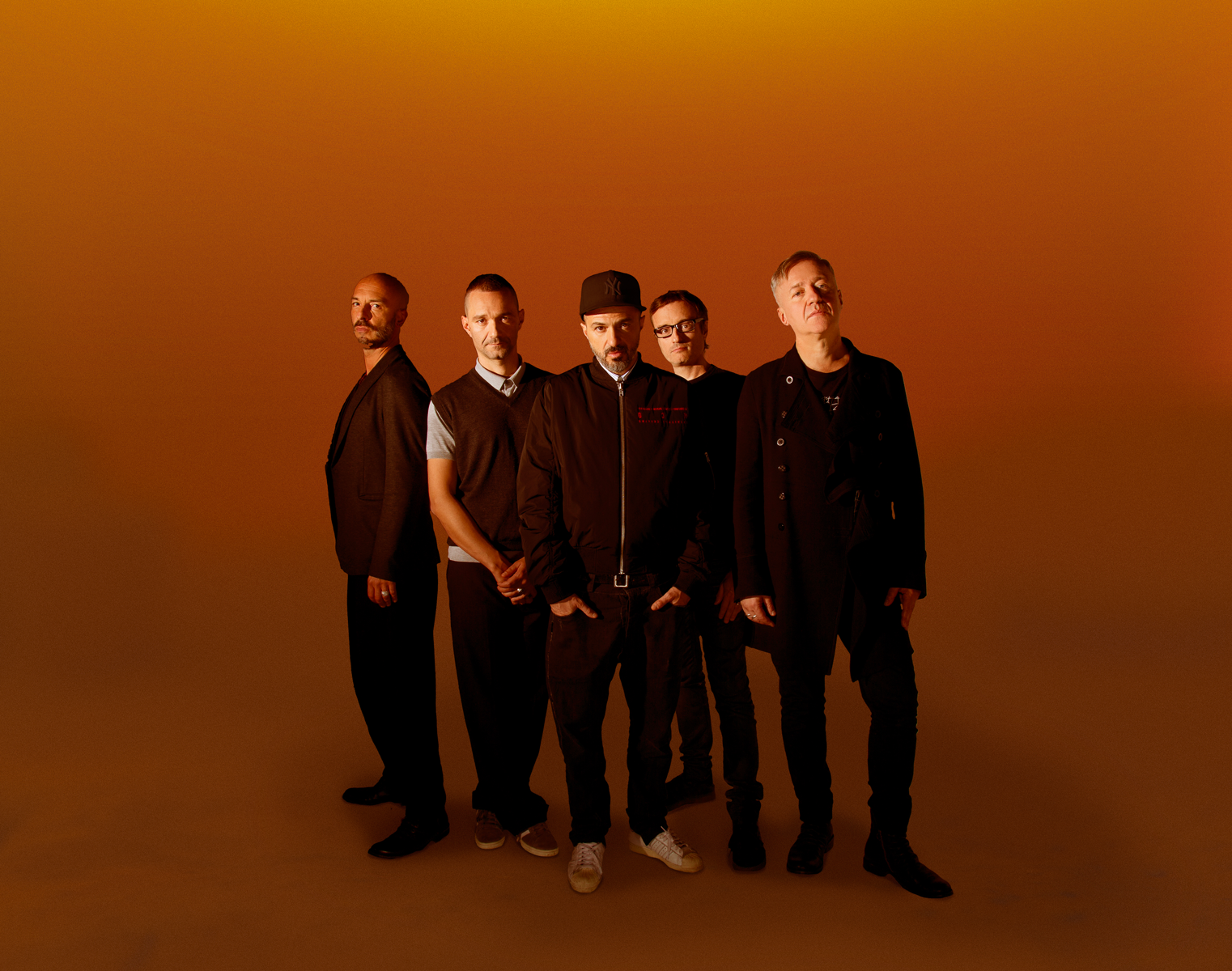
Subsonica, vincitori nel 2000 e nel 2002.

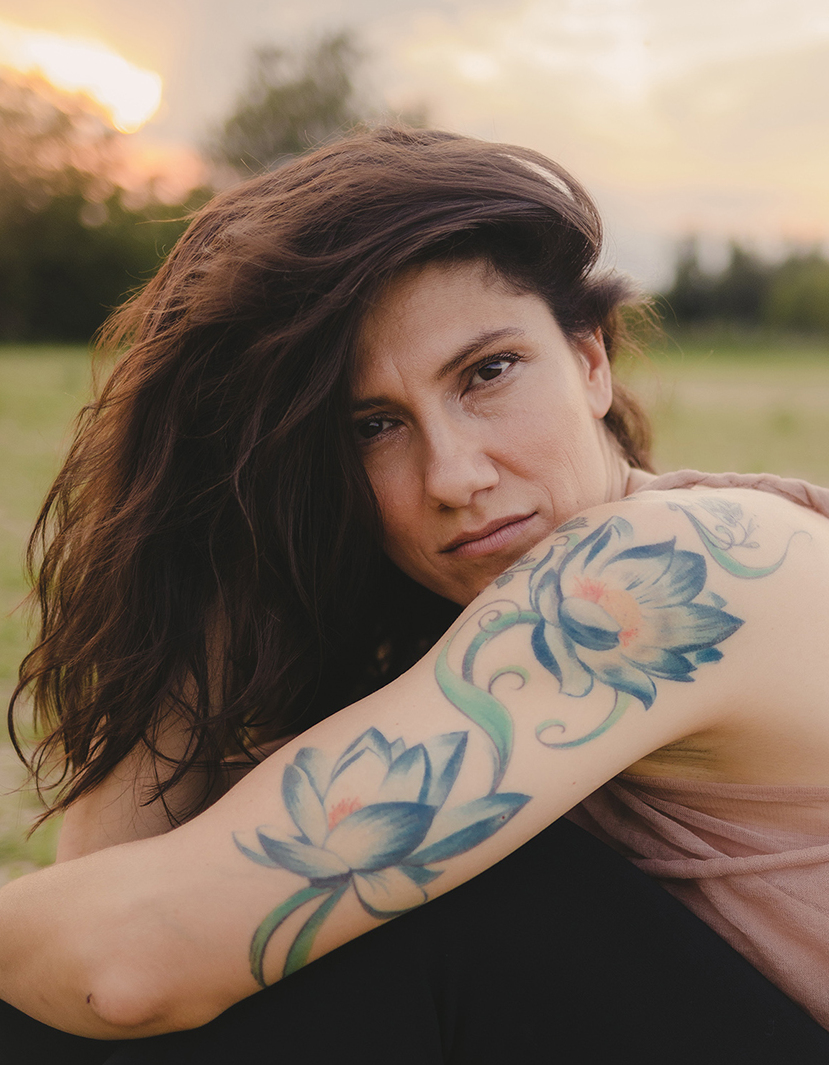
Elisa, vincitrice nel 2001.

| Anno | Vincitore       | Nominati                                                      |
| ---- | --------------- | ------------------------------------------------------------- |
| 2000 | Subsonica       | - Carmen Consoli - Lùnapop - Paola & Chiara - Piero Pelù      |
| 2001 | Elisa           | - Marlene Kuntz - Neffa - Valeria Rossi - Tiromancino         |
| 2002 | Subsonica       | - Articolo 31 - Tiziano Ferro - Planet Funk - Francesco Renga |
| 2003 | Gemelli DiVersi | - Carmen Consoli - Negrita - Tiromancino - Le Vibrazioni      |
| 2004 | Tiziano Ferro   | - Articolo 31 - Caparezza - Elisa - Linea 77                  |
| 2005 | Negramaro       | - Giorgia - Negrita - Laura Pausini - Francesco Renga         |
| 2006 | Finley          | - Lacuna Coil - Tiziano Ferro - Jovanotti - Mondo Marcio      |
| 2007 | J-Ax            | - Elisa - Irene Grandi - Negramaro - Zero Assoluto            |
| 2008 | Finley          | - Baustelle - Fabri Fibra - Marracash - Sonohra               |
| 2009 | Lost            | - Giusy Ferreri - Tiziano Ferro - J-Ax - Zero Assoluto        |

### Anni 2010

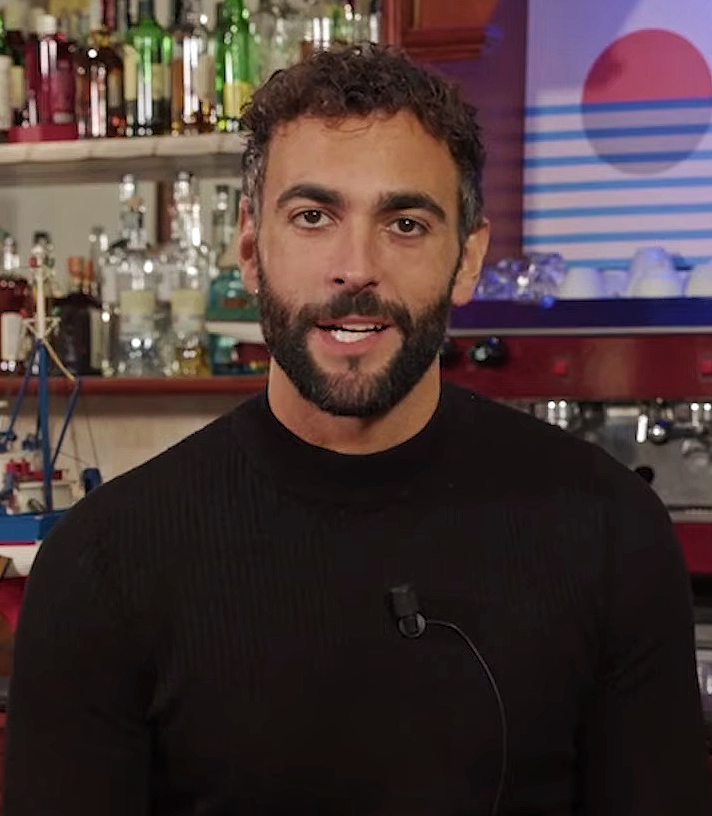
Marco Mengoni, vincitore nel 2010, 2013 e 2015; per un record di 3 vittorie.

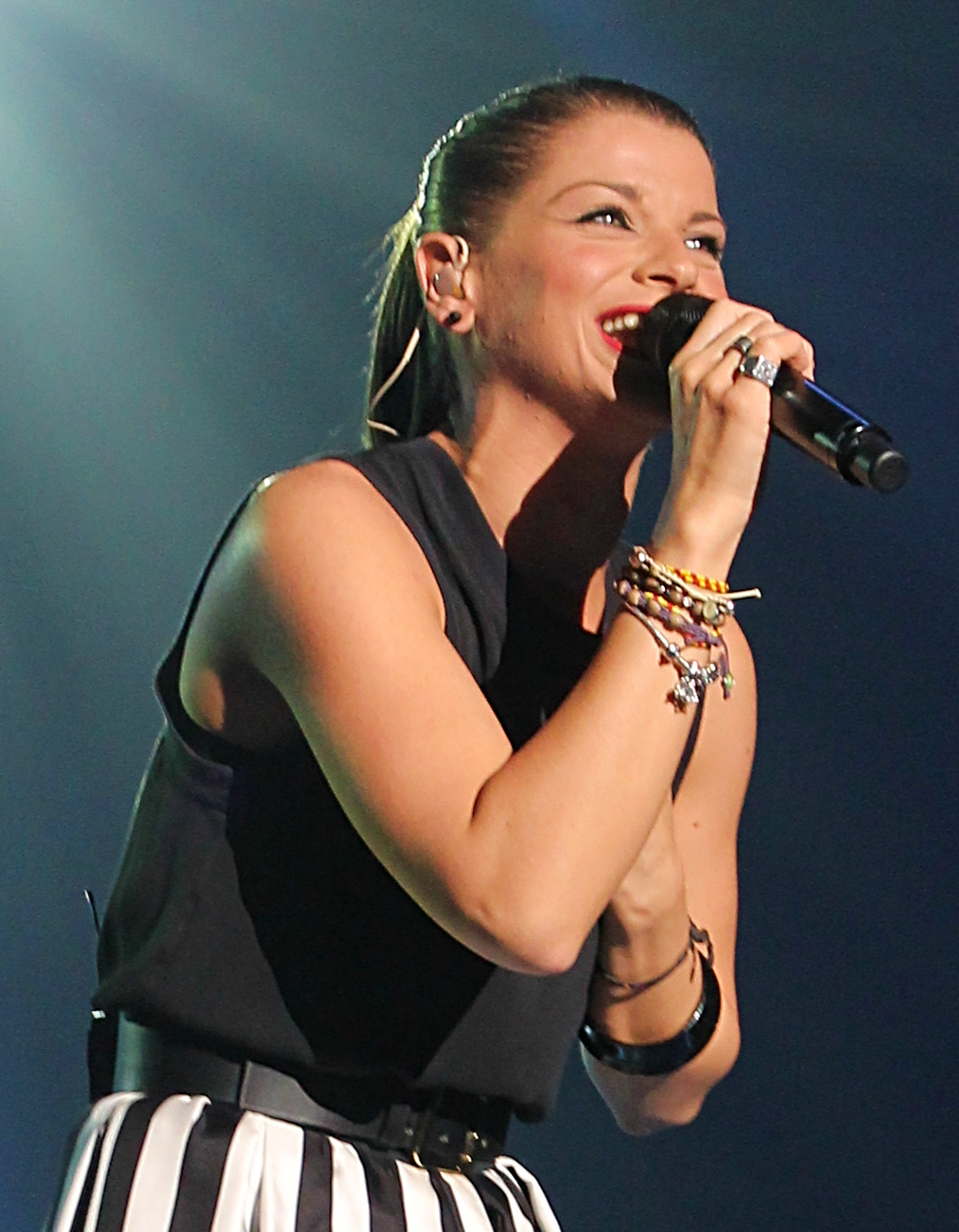
Alessandra Amoroso, vincitrice nel 2014.

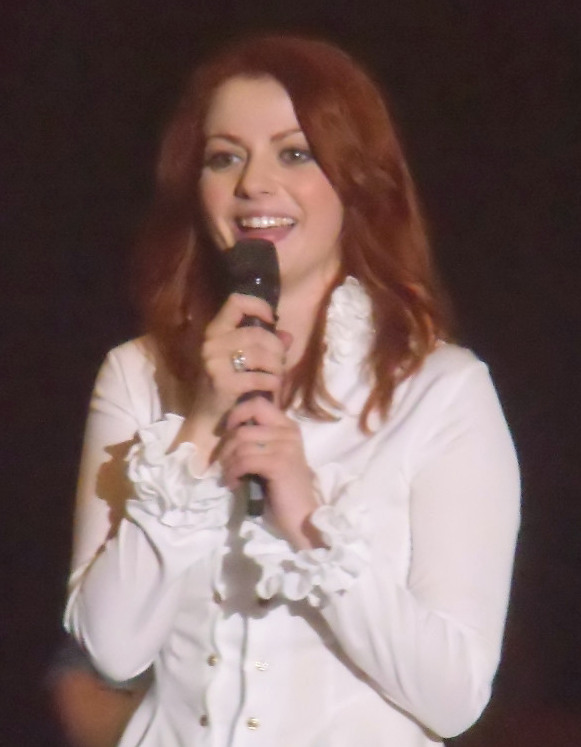
Annalisa, vincitrice nel 2018 e nel 2024.

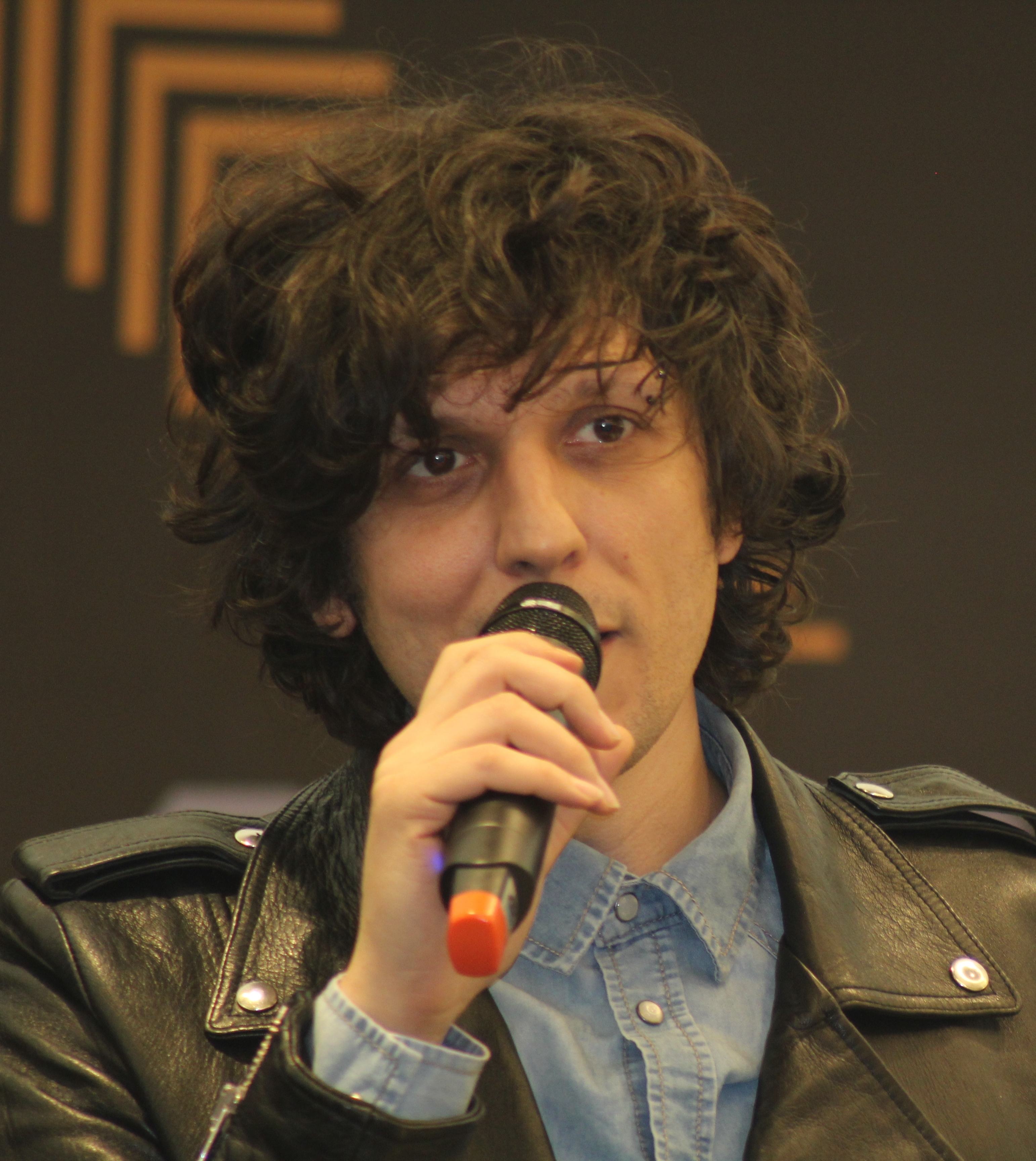
Ermal Meta, vincitore nel 2017.

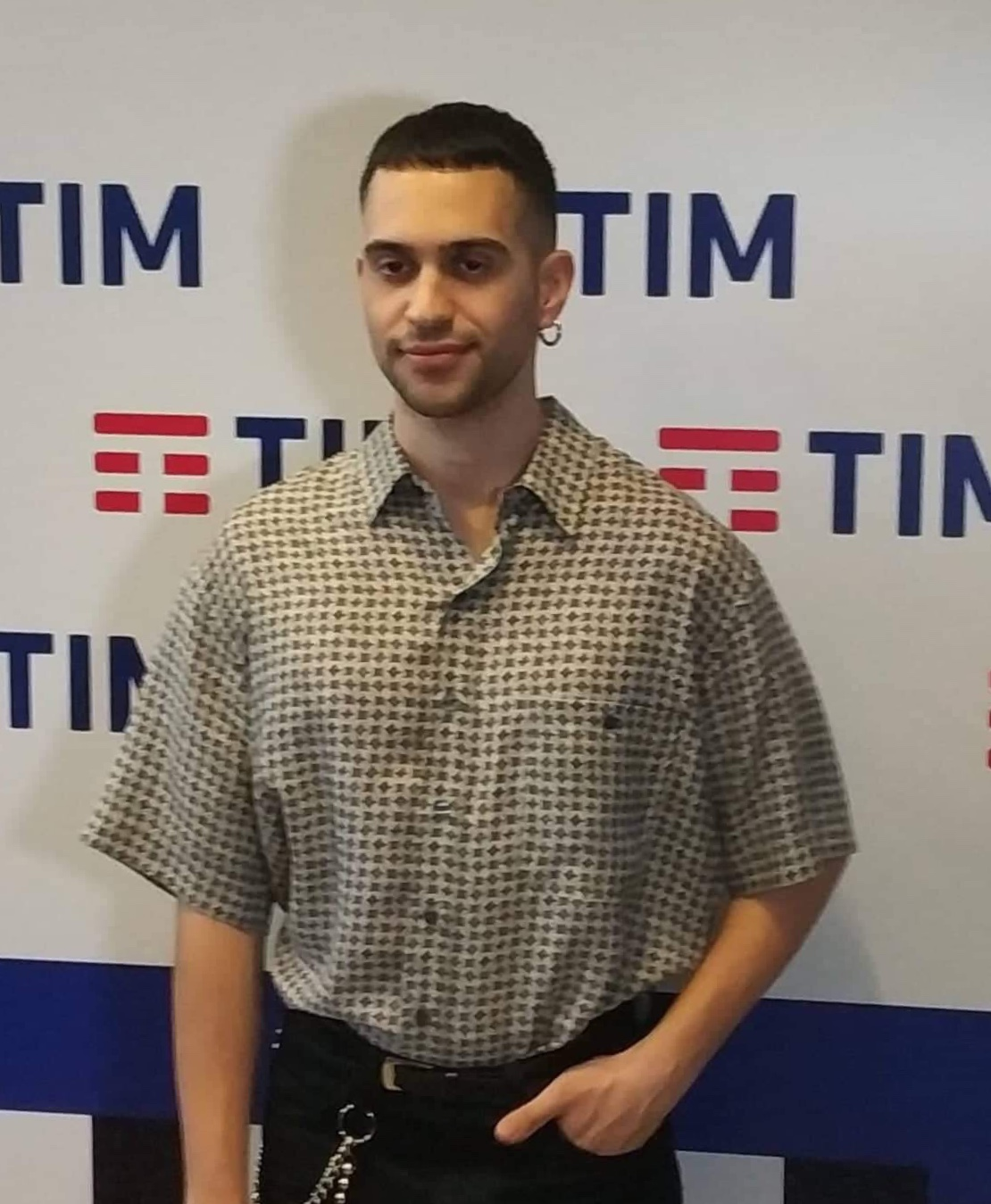
Mahmood, vincitore nel 2019.

| Anno | Vincitore          | Nominati                                                           |
| ---- | ------------------ | ------------------------------------------------------------------ |
| 2010 | Marco Mengoni      | - dARI - Malika Ayane - Nina Zilli - Sonohra                       |
| 2011 | Modà               | - Fabri Fibra - Jovanotti - Negramaro - Verdena                    |
| 2012 | Emis Killa         | - Cesare Cremonini - Club Dogo - Giorgia - Marracash               |
| 2013 | Marco Mengoni      | - Emma - Fedez - Max Pezzali - Salmo                               |
| 2014 | Alessandra Amoroso | - Giorgia - Caparezza - Emis Killa - Club Dogo                     |
| 2015 | Marco Mengoni      | - The Kolors - Fedez - J-Ax - Tiziano Ferro                        |
| 2016 | Benji & Fede       | - Alessandra Amoroso - Emma - Francesca Michielin - Salmo          |
| 2017 | Ermal Meta         | - Fabri Fibra - Francesco Gabbani - Thegiornalisti - Tiziano Ferro |
| 2018 | Annalisa           | - Calcutta - Ghali - Liberato - Shade                              |
| 2019 | Mahmood            | - Elodie - Elettra Lamborghini - Coez - Salmo                      |

### Anni 2020

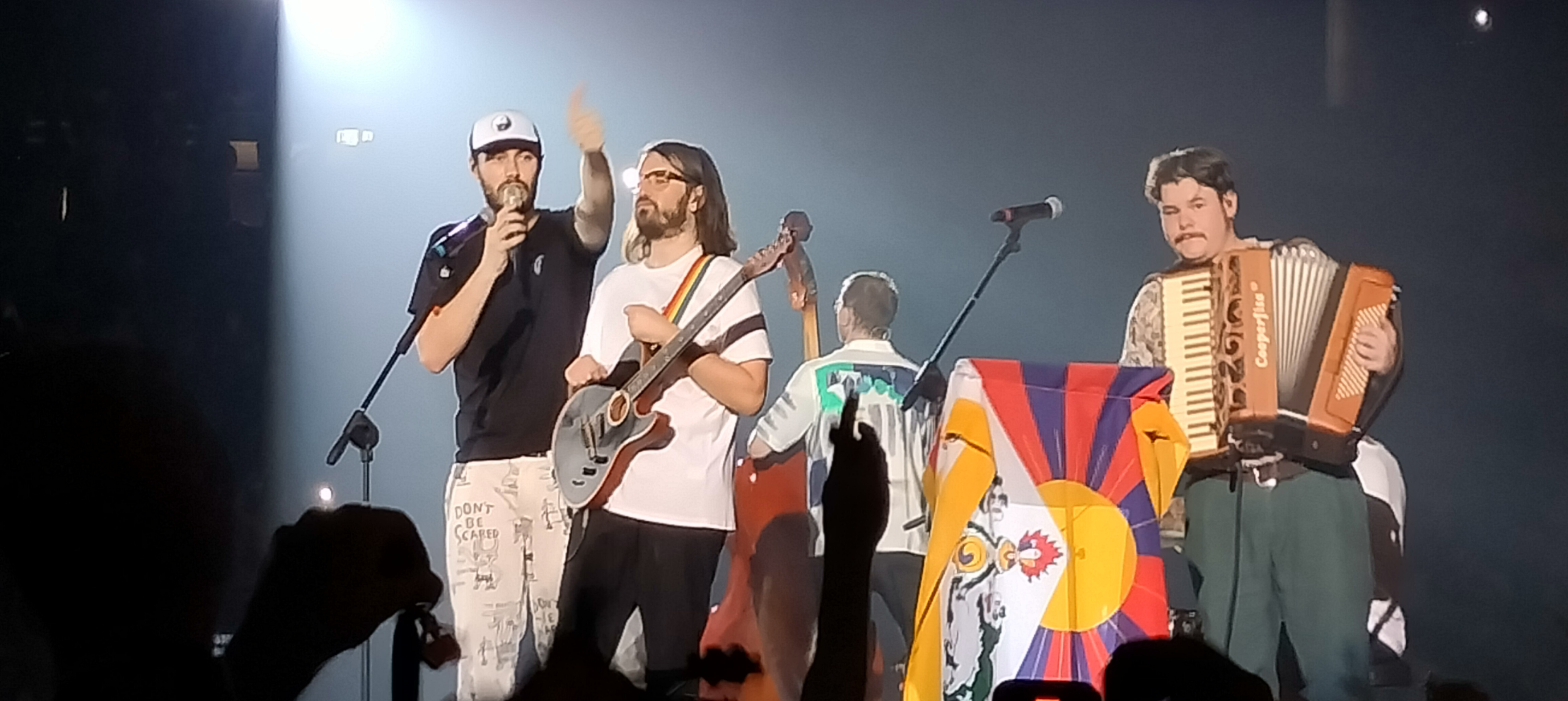
Pinguini Tattici Nucleari, vincitori nel 2022.

| Anno | Vincitore                 | Nominati                                         |
| ---- | ------------------------- | ------------------------------------------------ |
| 2020 | Diodato                   | - Irama - Elettra Lamborghini - Levante - Random |
| 2021 | AKA 7even                 | - Caparezza - Madame - Måneskin - Rkomi          |
| 2022 | Pinguini Tattici Nucleari | - Ariete - Blanco - Elodie - Måneskin            |
| 2023 | Måneskin                  | - Annalisa - Elodie - Lazza - The Kolors         |
| 2024 | Annalisa                  | - Angelina Mango - Ghali - Mahmood - The Kolors  |

## Statistiche e record
Al 2023, Marco Mengoni è l'unico artista ad essersi aggiudicato per tre volte questo premio, seguito dalle band Subsonica e Finley con due premi; Elisa, Alessandra Amoroso e Annalisa sono le uniche artiste donne ad aver vinto il premio di cui Annalisa è l'unica ad essersi aggiudicata il premio due volte. Tiziano Ferro è l'artista con il maggior numero di candidature, con sei, seguito da J-Ax con cinque.

### Plurivincitori
- Marco Mengoni (3)
- Finley (2)
- Subsonica (2)
- Annalisa (2)

### Pluricandidati
- Tiziano Ferro (6)
- J-Ax (5)[1]